# San Jorge (El Salvador)
San Jorge é um município localizado no departamento de San Miguel, em El Salvador.